# Intel 8008
Intel 8008 este un microprocesor proiectat de Computer Terminal Corporation (CTC), implementat și construit de Intel și lansat pe piață în aprilie 1972.